# Круиз, или Разводное путешествие
«Круиз, или Разводное путешествие» — советский фильм 1991 года режиссёра Оксаны Байрак.

## Сюжет
Пришедшие к решению о разводе супруги, уже подавшие заявление, поскольку жене на работе досталась путёвка, отправляются на лайнере в заморский круиз по Чёрному морю — своё «разводное путешествие». Однако, солнце, море и возможность побыть вдвоем возрождает потускневшие чувства.

## В ролях
- Арнис Лицитис — Олег Капустин
- Елена Борзова — Светлана Капустина
- Бадри Какабадзе — Илларион Гобелия
- Регина Быстрякова — Неля
- Оксана Стеценко — Маргарита Кремнева
- Анатолий Дяченко — Микола Загорулько
- Александр Пархоменко — Епибегов
- Сергей Улицкий — Васюков
- Алексей Гончаренко — Кока
- Наталья Балиева — Лилия
- Константин Шафоренко — Веня
- Всеволод Гаврилов — румын
- Оксана Байрак — француженка
- Лев Перфилов — доктор
- Ярослав Бойко — Голубенко
- Виктория Малекторович — Голубенко

## Музыка
В фильме звучит песня «Занавеск» в исполнении Таисии Повалий.

## Критика
Киновед Александр Фёдоров пишет, что «вместо заявленной любовной комедии получилась скучное, на скорую руку смонтированное кино без каких-либо минимальных достоинств».
Сама режиссёр Оксана Байрак, для которой фильм был её дебютном, признавая недостатки фильма, считает его для себя судьбоносным, и обращает внимание, что тогда в сложное для съёмок кино время она, будучи лишь студенткой 2-го курса, нашла деньги, и запустила съёмку фильма и как режиссёр и продюсер: «ясно, что он полон промахов, это же второй курс».